# Nếu còn có ngày mai (phim truyền hình)
Nếu còn có ngày mai (tiếng Hàn: 내일이 오면; Romaja: Naeili Omyeon) là một bộ phim truyền hình Hàn Quốc với sự tham gia của diễn viên Seo Woo, Go Doo-shim, và Ha Seok-jin. Bộ phim nói về tình yêu của mẹ dành cho con và sự đấu tranh vì con. Phim chiếu trên SBS từ 29 tháng 10 năm 2011 đến 22 tháng 4 năm 2012 vào mỗi thứ 7 & chủ nhật lúc 20:40 gồm 51 tập.
Tại Việt Nam, phim từng được TVM Corp. mua bản quyền và phát sóng trên kênh HTV3.

## Phân vai
- Seo Woo vai Yoon Eun-chae[4]
- Go Doo-shim vai Son Jung-in
- Ha Seok-jin vai Lee Young-gyun[5]
- Kil Yong-woo vai Yoon Won-seob
- Kim Hye-sun vai Kim Soon-jung
- Lee Kyung-jin vai Yoon Won-ja
- Im Hyun-shik vai Lee Kwi-nam
- Lee Hye-sook vai Kim Bo-bae
- Park Soo-young vai Lee Jin-gyu
- In Gyo-jin vai Lee Sung-ryong
- Lee Kyu-han vai Lee Il-bong
- Yoo Ri-ah vai Lee Ji-mi
- Choi Jong-hwan vai Seo In-ho
- Nam Il-woo vai Seo Dae-sa
- Lee Seung-hyung vai Son Jung-mo
- Im Tae-yeol vai Han-yi
- Seo Yoo-jung vai Hyun-sook
- Kim So-yeon vai Da-jung
- Park Se-young vai Seo Yoo-jin
- Jung Min vai Ji-ho
- Shin Da-eun vai Oh Soo-jung
- Yoo Kyung-ah vai chủ chung ce
- Lee Sun-ah vai Yang Mi-hee
- Kim So-won vai Park Ji-young
- Kim Joo-ri